# Oğuz Han Aynaoğlu
Oğuz Han Aynaoğlu (Farum, 22 marzo 1992) è un calciatore danese con cittadinanza turca, attaccante del'Erbaaspor.

## Carriera

### Club
Ha giocato nella prima divisione dei campionati danese e turco.

### Nazionale
Ha giocato nelle nazionali giovanili danesi Under-17, Under-18 ed Under-20.

## Palmarès

### Club

#### Competizioni nazionali
- Coppa di Danimarca: 1

Nordsjælland: 2010-2011
- Campionato danese: 1

Nordsjælland: 2011-2012